# Jean-Louis Ravelomanantsoa
Jean-Louis Ravelomanantsoa (ur. 30 marca 1943 w Antananarywie, zm. 27 września 2016 w Lyonie) – madagaskarski lekkoatleta (sprinter), trzykrotny olimpijczyk.
Wystąpił na igrzyskach olimpijskich w 1964 w Tokio, gdzie odpadł w eliminacjach biegu na 100 metrów i biegu na 200 metrów. Zdobył brązowy medal w biegu na 200 metrów na igrzyskach afrykańskich w 1965 w Brazzaville.
Na igrzyskach olimpijskich w 1968 w Meksyku doszedł do finału biegu na 100 metrów, w którym zajął 8. miejsce. Był to pierwszy olimpijski finał tej konkurencji, w którym wystąpili wyłącznie ciemnoskórzy zawodnicy. Na tych samych igrzyskach odpadł w eliminacjach biegu na 200 metrów.
Zdobył brązowy medal w biegu na 100 metrów na letniej uniwersjadzie w 1970 w Turynie.
Na igrzyskach olimpijskich w 1972 w Monachium odpadł w półfinale biegu na 100 metrów, a madagaskarska sztafeta 4 × 100 metrów w składzie: Ravelomanantsoa, Alfred Rabenja, André Ralainasolo i Henri Rafaralahy odpadła w eliminacjach z czasem 40,58.
Jego rekord życiowy w biegu na 100 metrów – 10,18, osiągnięty 13 października 1968 w Meksyku, jest do tej pory rekordem Madagaskaru.